# Zigo Zago
Zigo Zago ("Lowly Worm" nella versione originale inglese) è un personaggio di fantasia creato da Richard Scarry, presente in molte delle tavole illustrate dal disegnatore statunitense.
Zigo Zago è un verme antropomorfo, in grado di usare il proprio corpo filiforme per svolgere le diverse azioni quotidiane che lo vedono protagonista nelle storie educative di Scarry.
Ha un'unica gamba che termina con un piede che indossa una scarpa rossa e bianca. Il suo corpo è (ri)vestito da un pantalone singolo di color verde, una maglia azzurra e un farfallino bianco e rosso. Il suo volto è tondeggiante, di solito raffigurato di profilo con un solo occhio nero visibile. In testa indossa un cappello verde con un nastro giallo e un ciuffo di piume marroni
Quasi sempre sorridente, Zigo Zago partecipa con entusiasmo alle varie vicende presentate da Scarry. Solitamente è in compagnia del gatto Sandrino, del quale è amico fedele. Talvolta appare alla guida del suo particolare mezzo di trasporto, l'automela, una mela cava dotata di parabrezza, fari e ruote.
Un recensore di Il fantastico mondo di Richard Scarry descrive Zigo Zago come "la vera stella della serie, con il suo nome scioccamente deprecabile e il completo elegante che include un farfallino e una singola sneaker". Secondo la vedova di Scarry, Patricia Murphy (1924-1995), Zigo Zago era il suo personaggio di fantasia preferito.